# 异形凤尾藓
异形凤尾藓（学名：Fissidens anomalus）为凤尾藓科凤尾藓属下的一个种。

## 扩展阅读
- 維基物種上的相關：异形凤尾藓